# Cardiocondyla

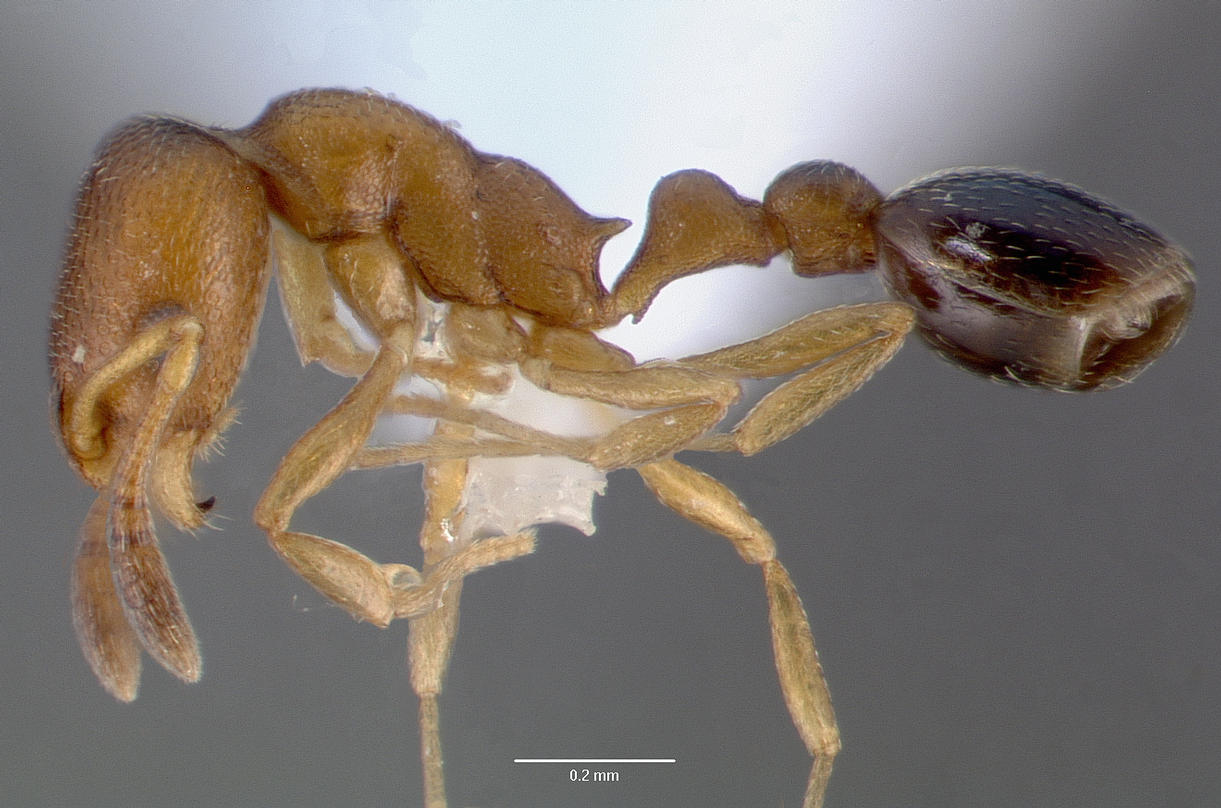
Рабочий муравей инвазивного вида Cardiocondyla emeryi

Cardiocondyla (лат.) — род мелких муравьёв (Formicidae) трибы Crematogastrini из подсемейства Myrmicinae.

## Распространение
Всесветное, но главным образом, в тропиках Старого Света. Несколько видов распространились с человеческой коммерцией наиболее широко в тропиках: C. wroughtonii, C. obscurior, C. mauritanica, C. minutior, C. emeryi и C. nuda.

## Описание
Мелкие стройные муравьи (длина около 3—4 мм) с двумя короткими шипиками на заднеспинке. Представители рода внешне сходны с муравьями родов Leptothorax, Stereomyrmex и Romblonella. Кроме крылатых известны также и бескрылые самцы, ведущие конкурентную борьбу друг с другом (с летальным исходом) за молодых самок в материнском гнезде.
Гнёзда в почве. Семьи состоят из нескольких сотен рабочих.
У большинства тропических Cardiocondyla колонии могут содержать несколько фертильных маток (полигиния). У этих видов аутбридинг, по-видимому, облегчается случайным внедрением чужеродных маток в устоявшиеся гнезда и появлением крылатых самцов-расселителей. Напротив, многие палеарктические виды Cardiocondyla развили облигатную моногинию, их колонии содержат только одну фертильную матку.

## Классификация
Около 80 видов. Род включён в состав трибы Crematogastrini (ранее до 1994 года рассматривался в составах трибы Cardiocondylini Emery, 1914, а затем до 2004 года в Formicoxenini Forel, 1893) из подсемейства Myrmicinae. В Палеарктике около 30 видов, в России отмечены более 5 видов (koshewnikovi, mauritanica, sahlbergi, stambuloffii, ulianini). Род относится к трибе Crematogastrini (ранее к Formicoxenini). В 1996 году А. Г. Радченко установил для Палеарктики 5 видовых групп: Cardiocondyla elegans (2 вида, +включая bogdanovi), C. stambuloffii (2, +koshewnikovi), C. batesii (4), C. nuda (1) и C. emeryi (1). В 2003 году Зейферт рассматривал группы (9) C. elegans, C. bulgarica, C. batesii, C. nuda, C. shuckardi, C. stambuloffii, C. wroughtonii, C. emeryi, и C. minutior. В 2022 году Зейферт рассматривая 26 видов из Юго-Восточной Азии и Австралии описал 17 видовых групп мировой фауны: minutior, emeryi, wroughtonii, argentea, nivalis, wheeleri, thoracica, sulcata, sima (подрод Prosopidris Wheeler, 1935), monardi (Loncyda Santschi, 1931), longinoda, shuckardi, nuda, stambuloffii, batesii, elegans, ulianini.
- Cardiocondyla allonivalis Seifert, 2022[9]
- Cardiocondyla argentea Seifert, 2022
- Cardiocondyla argyrotricha Seifert, 2022
- Cardiocondyla atalanta Forel, 1915
- Cardiocondyla batesii Forel, 1894
- Cardiocondyla brachyceps Seifert, 2003[3]
- Cardiocondyla britteni Crawley, 1920
- Cardiocondyla bulgarica Forel, 1892
- Cardiocondyla carbonaria Forel, 1907
- Cardiocondyla caspiense Seifert, 2023[10]
- Cardiocondyla cristata (Santschi, 1912)
- Cardiocondyla dalmaticoides Seifert, 2023[10]
- Cardiocondyla elegans Emery, 1869 typus
- Cardiocondyla emeryi Forel, 1881
- Cardiocondyla excavata Seifert, 2022
- Cardiocondyla fajumensis Forel, 1913
- Cardiocondyla gallagheri Collingwood & Agosti, 1996
- Cardiocondyla gallilaeica Seifert, 2003
- Cardiocondyla gibbosa Kuznetsov-Ugamsky, 1927
- Cardiocondyla goa Seifert, 2003
- Cardiocondyla goroka Seifert, 2022[9]
- Cardiocondyla hashemi Sharaf et al., 2024[11]
- Cardiocondyla heinzei Seifert, 2024[7]
- Cardiocondyla humilis  (Smith, F., 1858)
- Cardiocondyla insutura  Zhou, 2001
- Cardiocondyla israelica  Seifert, 2003
- Cardiocondyla itsukii  Seifert, Okita & Heinze, 2017
- Cardiocondyla jacquemini  Bernard, 1953
- Cardiocondyla kagutsuchi  Terayama, 1999
- Cardiocondyla kazanensis  Terayama, 2013
- Cardiocondyla koshewnikovi Ruzsky, 1902
- Cardiocondyla kushanica  Pisarski, 1967
- Cardiocondyla latifrons Seifert, 2022
- Cardiocondyla littoralis  Seifert, 2003[3]
- Cardiocondyla longiceps  Seifert, 2003
- Cardiocondyla longinoda  Rigato, 2002
- Cardiocondyla luciae  Rigato, 2002
- Cardiocondyla mauritanica  Forel, 1890
- Cardiocondyla melana  Seifert, 2003
- Cardiocondyla micropila Seifert, 2022
- Cardiocondyla minutior  Forel, 1899
  - = Cardiocondyla breviscapa Seifert, 2003
- Cardiocondyla monardi  Santschi, 1930
- Cardiocondyla nana  Seifert, 2003
- Cardiocondyla neferka  Bolton, 1982
- Cardiocondyla nigra  Forel, 1905
  - =Cardiocondyla bicoronata Seifert, 2003[10]
- Cardiocondyla nigrocerea  Karavaiev, 1935
- Cardiocondyla nivalis  Mann, 1919
- Cardiocondyla obscurior  Wheeler, W.M., 1929
  - = Cardiocondyla bicolor  Donisthorpe, 1930[7]
- Cardiocondyla opaca Seifert, 2003
- Cardiocondyla opistopsis  Seifert, 2003
- Cardiocondyla pirata Seifert & Frohschammer, 2013
- Cardiocondyla papuana  (Reiskind, 1965)
- Cardiocondyla paradoxa  Emery, 1897
- Cardiocondyla paranuda  Seifert, 2003
- Cardiocondyla parvinoda  Forel, 1902
- Cardiocondyla persiana  Seifert, 2003
- †Cardiocondyla primitiva Radchenko & Khomych, 2025 — Ровенский янтарь[12]
- Cardiocondyla rolandi Seifert, 2023[10]
- Cardiocondyla rugulosa  Seifert, 2003[3]
- Cardiocondyla sahlbergi  Forel, 1913
- Cardiocondyla schulzi Seifert, 2022
- Cardiocondyla sekhemka  Bolton, 1982
- Cardiocondyla semiargentea Seifert, 2022[9]
- Cardiocondyla semirubra  Seifert, 2003
- Cardiocondyla shagrinata  Seifert, 2003
- Cardiocondyla shuckardi  Forel, 1891
- Cardiocondyla sima  Wheeler W.M., 1935
- Cardiocondyla stambuloffii Forel, 1892
  - =Cardiocondyla bogdanovi Ruzsky, 1905[10]
- Cardiocondyla strigifrons  Viehmeyer, 1922
- Cardiocondyla subspina Seifert, 2022
- Cardiocondyla sulcata Seifert, 2022[9]
- Cardiocondyla tenuifrons  Seifert, 2003
- Cardiocondyla thoracica  (Smith, F., 1859)
- Cardiocondyla tibetana  Seifert, 2003
- Cardiocondyla tiwarii  Ghosh, Sheela & Kundu, 2005
- Cardiocondyla tjibodana  Karavaiev, 1935
- Cardiocondyla ulianini  Emery, 1889
- Cardiocondyla unicalis  Seifert, 2003[3]
- Cardiocondyla venustula  Wheeler, W.M., 1908
- Cardiocondyla verdensis Seifert, 2023[10]
- Cardiocondyla weserka  Bolton, 1982
- Cardiocondyla wheeleri  Viehmeyer, 1914
- Cardiocondyla wroughtonii  (Forel, 1890)[7]
  - = Cardiocondyla longispina Karavajev, 1935
  - = Cardiocondyla yamauchii Terayama, 1999
- Cardiocondyla yemeni  Collingwood & Agosti, 1996
- Cardiocondyla yoruba  Rigato, 2002
- Cardiocondyla zoserka Bolton, 1982

- Группа Cardiocondyla nuda group[13]
  - Комплекс C. mauritanica
    - Cardiocondyla mauritanica Forel, 1890
    - Cardiocondyla strigifrons Viehmeyer, 1922
    - Cardiocondyla kagutsuchi Terayama, 1999
    - Cardiocondyla itsukii Seifert, 2017[13]

  - Комплекс C. nuda
    - Cardiocondyla nuda (Mayr, 1866)
    - Cardiocondyla atalanta Forel, 1915
    - Cardiocondyla paranuda Seifert, 2003
    - Cardiocondyla compressa Seifert, 2017[13]
- Другие виды